# 레오나르도 제노니
레오나르도 제노니(이탈리아어: Leonardo Genoni, 1987년 8월 28일~)는 스위스의 아이스하키 선수로 포지션은 골텐더이다. 현재 내셔널 리그의 EV 추크 소속으로 뛰고 있다. 
스위스 국가대표팀의 일원인 그는 올림픽에 2회 참가했고 세계 아이스하키 선수권 대회에서 3회 준우승을 차지했다.